# Liste der Naturdenkmale in Niedermohr
Die Liste der Naturdenkmale in Niedermohr nennt die im Gemeindegebiet von Niedermohr ausgewiesenen Naturdenkmale (Stand 2. April 2013).

## Naturdenkmale
| Nr.         | Bezeichnung                   | Lage                                                          | Beschreibung                                          | Bild                                    |
| ----------- | ----------------------------- | ------------------------------------------------------------- | ----------------------------------------------------- | --------------------------------------- |
| ND-7335-252 | Alter Bergweg                 | Schrollbach, am südlichen Ortsrand Lage                       | Hohlweg mit Gehölzbestand; flächenhaftes Naturdenkmal | Direkt Bild zu diesem Denkmal hochladen |
| ND-7335-273 | Sandgrube in der Schulzendell | Schrollbach, südlich des Ortes; Flur An der Schulzendell Lage | aufgelassene Sandgrube; flächenhaftes Naturdenkmal    | Direkt Bild zu diesem Denkmal hochladen |
| ND-7335-275 | Sandgrube am Etesrech         | Schrollbach, spdlich des Ortes; Flur Am Etesrech Lage         | aufgelassene Sandgrube; flächenhaftes Naturdenkmal    | Direkt Bild zu diesem Denkmal hochladen |